# Панайот-Волово
Панайо́т-Во́лово (болг. Панайот Волово) — село в Шуменській області Болгарії. Входить до складу общини Шумен. Названо на честь національного героя Болгарії Панайота Волова.

## Населення
За даними перепису населення 2011 року у селі проживали 282 особи.
Національний склад населення села:
| Національність   | Кількість осіб | Відсоток |
| ---------------- | -------------- | -------- |
| болгари          | 269            | 96,8%    |
| турки            | 9              | 3,2%     |
| цигани           | 0              | 0%       |
| інша             | 0              | 0%       |
| не визначились   | 0              | 0%       |
| Всього відповіли | 278            |          |

Розподіл населення за віком у 2011 році:
Динаміка населення: